# Kalmah
Kalmah är en finsk musikgrupp från Uleåborg grundad 1998. Namnet betyder ungefär "till döds" på karelska. Kalmah var också en gudinna, som härskade över död och förruttnelse enligt den finska mytologin Kalevala. Musiken, speciellt de senaste utgåvorna, kan kategoriseras som melodisk death metal. Bandet är klassiskt influerat och listar 80-talets thrash-grupper såsom Megadeth som sina viktigaste inspirationskällor. Själva kallar de sin musik "swamp metal" då träsk är ett återkommande tema i musiken.

## Historia
Föregångaren till Kalmah var ett band kallat Ancestor, grundat 1991 av Pekka Kokko, sångare och gitarrist. 1998 uppstod Kalmah, varav Pekka och Antti Kokko är de enda ursprungliga bandmedlemmarna som fortfarande spelar i bandet. Efter promon "Svieri Obraza" fick bandet skivkontrakt hos hårdrocksbolaget Spinefarm Records, vilket innebar början på dess karriär. Kalmah har nu släppt totalt sju album, som också distribueras i Nordamerika av Century Media Records.

## Medlemmar
Nuvarande medlemmar
- Pekka Kokko – sång, gitarr (1998– )
- Antti Kokko – sologitarr (1998– )
- Timo Lehtinen – basgitarr (2001– )
- Janne Kusmin – trummor (2001– )
- Veli-Matti Kananen – keyboard (2012– )

Tidigare medlemmar
- Altti Veteläinen – basgitarr (1998–2001)
- Petri Sankala – trummor (1998–2001)
- Antti-Matti Talala – keyboard (1999)
- Pasi Hiltula – keyboard (1999–2004)
- Marco Sneck – keyboard (2004–2011)

Turnerande medlemmar
- Harri Hytönen – sologitarr (2016– )
- Mikko Salovaara – sologitarr (2016)

## Diskografi
Demo
- Svieri obraza (1999)

Studioalbum
- Swamplord (1998)
- They Will Return (2002)
- Swampsong (2003)
- The Black Waltz (2006)
- For The Revolution (2008)
- 12 Gauge (2010)
- Seventh Swamphony (2013)
- Palo (2018)

Singlar
- "Seventh Swamphony" (2013)

Samlingsalbum
- Swamplord / They Will Return (2008)